# Danny Timmermans
Danny Timmermans (Deurne, 15 september 1968) is een Vlaams acteur. Zijn meest gewaardeerde rol is Tom Derijcke in W817, maar zijn bekendheid verkreeg Timmermans in de programma's Meester, hij begint weer! en Buiten de zone. Hij is medebedenker van Buiten de zone. 

## Levensloop
Danny Timmermans kreeg geen acteursopleiding, maar leerde de kneepjes van het vak bij de Mechelse amateurtoneelvereniging Voor Taal en Kunst. Hij startte zijn carrière in de televisieserie Meester, hij begint weer! en was daarna te zien in diverse televisieprogramma's gericht op de jeugd: een hoofdrol in Buiten De Zone (als Robin Laureys), twee bijrollen in Kulderzipken (als Onzichtbare Keizer in seizoen 1 en als Houten Man in seizoen 2) en een hoofdrol in W817 (als Tom Derijcke en in seizoen 5 afl. 9 had hij een dubbelrol. Die van Tom en Tim). Tevens is hij in verschillende afleveringen te zien van de Eén-serie Flikken als Dominique. Daarnaast werkte hij ook mee aan Carlos & Co, Zomerkuren en KTV. In 2019 speelde hij een gastrol als ontwerper Manuel Van Gelder in Familie en als pastoor in Viva Boma. Van 2020 tot 2021 speelde hij de pluspapa van Lou in het Ketnet-programma Ik U Ook. In 2021 hernam hij de rol van Tom Derijcke in W817: 8eraf! en speelde hij een jaar - met een korte break - de rol van drugsbaron Chris Geerinckx in Thuis.
Danny Timmermans presenteerde ook het internet-magazine Digikids voor de jeugd en is tevens medeoprichter van theater De Komeet in Mechelen. Daar acteerde hij in producties als Popcorn, Peter Pan, Naaldhakken, Beestig, Motel en (VR)eten.
Verder is Timmermans te zien in het Ketnetprogramma Smos, regisseerde hij bij Voor Taal en Kunst De Weldoeners (van Nicky Silver), Alles voor de kunst (een bewerking van Bullets over Broadway) van Woody Allen en zijn eigen creatie Halverleven, en regisseerde hij voor het theatergezelschap Stalstudio de toneelstukken Zwart Op Wit (een bewerking van Les Liaisons Dangereuses van Choderlos De Laclos) en De Jean (een bewerking van Don Juan van Molière). Al vele jaren speelt hij theaterproducties bij het figurentheater De Maan en het Ensemble Leporello. Tevens is hij bij het theatercollectief Het Ongerijmde, waar hij onder andere meespeelde in Tsjechov in Love, Julius en Emmeken.
Tot 2003 maakt hij ook deel uit van de W817&Band.

### Privé
Timmermans heeft een relatie met collega-actrice Machteld Timmermans. Zij speelden ook een koppel in W817. Danny heeft twee dochters uit een eerdere relatie en samen met Machteld Timmermans heeft hij een zoon. In de Ketnet-reeks Ik u ook spelen ze opnieuw een koppel, samen met Gloria Monserez, de dochter van Machteld Timmermans en Koen Monserez. Gloria Monserez speelt daarin ook de dochter van Machteld Timmermans en de plusdochter van Danny Timmermans.